# Brejo dos Crioulos
Brejo dos Crioulos é uma comunidade quilombola localizada às margens do rio Arapuim, afluente da margem esquerda do rio Verde Grande, na divisa dos municípios de São João da Ponte e Varzelândia, no Norte de Minas Gerais.

## História
a história de Brejo dos Crioulos é uma história que ainda não consta da historiografia dos brancos que ocuparam o Norte de Minas desde dos primórdios da colonização portuguesa, nos idos do século XVI.
Conforme relatam moradores mais velhos, desde meados do Século XVII, negros fugidos da escravidão passaram a se fixar às margens da Lagoa Peroba, existente na vazante do médio ribeirão Araquém. A ocupação dessa área foi possibilitada pela existência de brejo na vazante do referido ribeirão, propícia à proliferação da maleita, que a tornava imprópria para brancos e indígenas.Com o passar do tempo, muitos outros negros fugidos se dirigiram para a área, aumentando a população que no final do Século XIX era de 38 troncos familiares.Nesse contexto, as famílias aqui localizadas desenvolveram um sistema peculiar de organização social, cultural e produtiva, baseada em heranças africanas, indígenas e portuguesas.
A partir dos anos 1960, com a expansão agrícola no Norte de Minas, fazendeiros utilizando-se de recursos violentos, como jagunços armados, passaram a grilar e a tomar as terras de diversas famílias herdadas de seus ancestrais, utilizando o artifício da venda forçada, conforme diversos estudiosos da região.

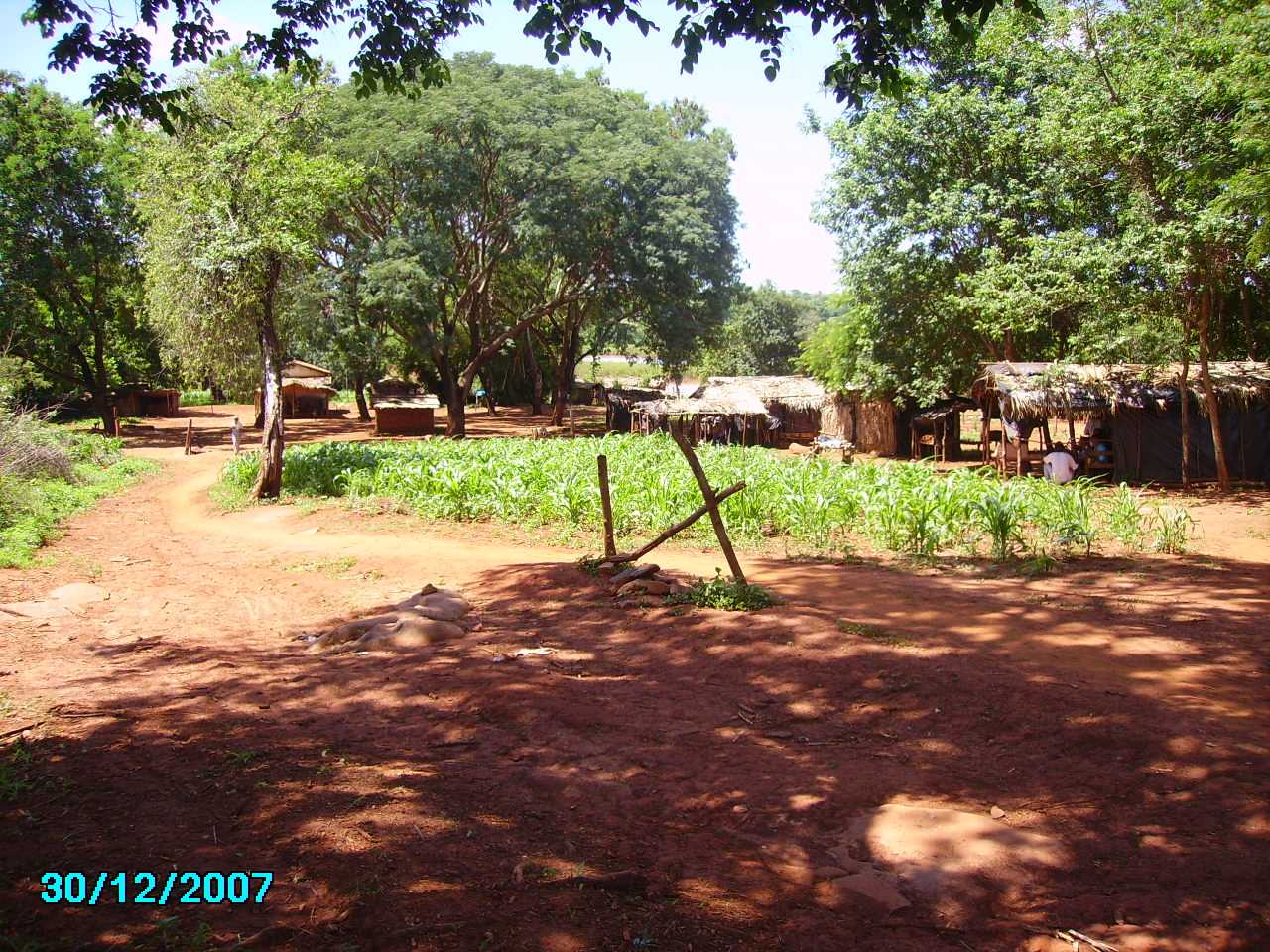
Brejo dos Crioulos

No caso de Brejo dos Crioulos, algumas famílias mudaram-se para outras localidades e, outras, se fixaram em 'terra de santo', existente na localidade (Terra de Santo constitui-se de uma gleba de terra doada a Bom Jesus por um dos moradores como pagamento de promessa. Com a expulsão de diversas famílias das terras de seus ancestrais, muitos dos membros da comunidade, não querendo afastar do território, onde sempre viveram passaram a ocupar essa gleba. Tal ocupação deu origem ao povoado de Araruba, onde residem os deserdados da terra.)
Discriminados por questões  políticas, os moradores de Brejo dos Crioulos, estereotipados pejorativamente, passaram a sofrer exclusão e discriminação na tanto no âmbito dos municípios onde residem, como dos poderes públicos estadual e federal que a eles se reportam apenas com políticas sociais compensatórias mas sem se atreverem na questão estrutural que permitiriam se apresentar como cidadãos: o resgate do territórios que lhes foi expropriado de forma vergonhosa e sob a conivência do poder público.

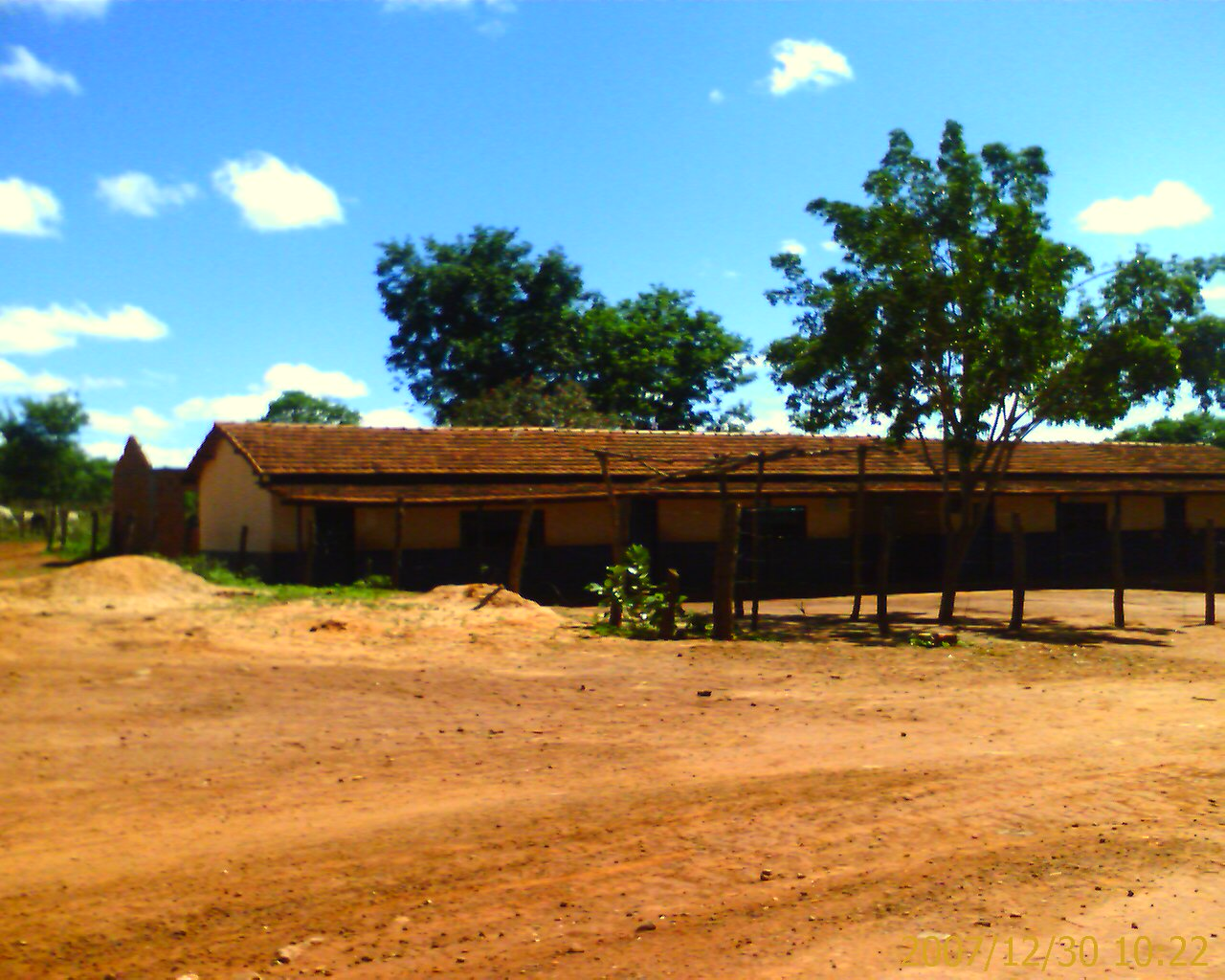
Escola do quilombo Brejo dos Crioulos

As trezentas famílias remanescentes do quilombo Brejo dos Crioulos, Já encaminharam ao Incra o pedido de regularização de suas terras. Segundo o órgão, a prioridade é da comunidade de Brejo dos Crioulos, a qual, da mesma forma que a dos Gurutubanos, fez ocupações em fazendas que estão sobrepostas a seus territórios tradicionais no intuito de pressionar o Incra para uma maior agilidade nos processos de titulação das terras e para poderem produzir e manter sua segurança alimentar. A falta de fontes de geração de renda nas regiões Norte e Nordeste de Minas Gerais causa uma migração sazonal entre moradores quilombolas, que se deslocam para São Paulo e para o Paraná para trabalhar com a colheita de café e com o corte de cana. Os migrantes passam seis, sete e até oito meses nesses trabalhos, perdendo o laço com o local e a cultura quilombola
Desde 17 de setembro de 2002 a prefeitura vem recebendo verbas do INCRA destinadas a melhorar a infra-estrutura nos assentamentos Betânia e Conquista da Unidade.
Essas verbas são utilizadas na construção de habitações rurais, abertura e manutenção de estradas, eletrificação rural, sistemas de abastecimento d'água e outros créditos de apoio
O município também participa do Programa de Assentamento pelo Fundação de Desenvolvimento da Pesquisa
O município ainda participa do Projeto de Fundos Solidário no Semi-Árido recebendo apoio do Banco do Nordeste

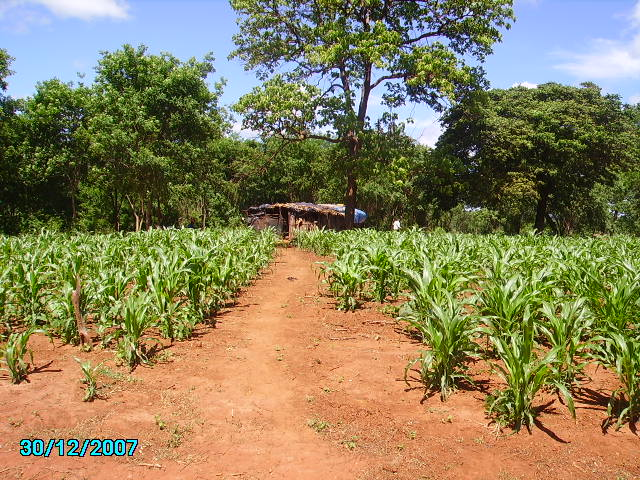
Roça do Brejo dos Crioulos

"O objetivo do programa de apoio a Fundos Solidários, mais do que aportar recursos aos Fundos existentes, é dar visibilidade a experiências que confrontam a lógica do sistema financeiro dominante, pois estão fundadas na solidariedade, e não na exploração e na exclusão", relatou Ademar Bertucci, assessor da Cáritas. São apoiadas as mais diversificadas formas de fundos solidários produtivos: locais-comunitários rotativos, estaduais, regionais, nacionais; fundos de apoio específicos (cisternas, mulheres, sementes, arroz, pastos solidários para criação de gado etc.); com diferentes formas de algum retorno, inclusive as não monetárias.
Em 2012, quatro membros da comunidade foram presos acusados do homicídio de um jagunço de uma fazenda que fazia divisa com o território, e que era acusada de grilar suas terras. Os quatro quilombolas foram soltos em agosto de 2014. 